# آدریان آلوارز
آدریان آلوارز (انگلیسی: Adrián Álvarez؛ زادهٔ ۵ مارس ۱۹۶۸) بازیکن فوتبال است.